# Liste von Sprengstoffanschlägen im Jahr 2003
Die Liste von Sprengstoffanschlägen im Jahr 2003 erfasst Anschläge mit Sprengladungen und anderen Spreng- und Brandvorrichtungen gegen Einrichtungen und Ansammlungen von Menschen, die im Jahr 2003 passierten. Zu den Formen zählen unter anderem Auto- und Rucksackbomben. Siehe auch Liste von Anschlägen auf Verkehrsflugzeuge.

## Liste
| Datum    | Ereignis | Ort               | Staat                             | Tote     | Verletzte | Anmerkung, Quellen                                                                              |
| -------- | --- | ----------------- | --------------------------------- | -------- | --------- | ----------------------------------------------------------------------------------------------- |
| 1. Jan.  | Granatenangriff auf Markt                                                                                                  | Tacurong          | Philippinen                       | 9        | 32        | [ 1 ]                                                                                           |
| 4. Jan.  | Anschlag mit Schusswaffen und Sprengstoff auf Militärkonvoi                                                                | Provinz Biskra    | Algerien                          | 43       | 19        | [ 2 ]                                                                                           |
| 5. Jan.  | Granatenangriff auf Bushaltestelle                                                                                         | Kulgam            | Indien                            | 0        | 35        | [ 3 ]                                                                                           |
| 6. Jan.  | Sprengstoffanschlag auf Zivilisten                                                                                         | Kandahar          | Afghanistan                       | 13       | 50        | [ 4 ]                                                                                           |
| 16. Jan. | Anschlag mit Autobombe auf Regierungsgebäude                                                                               | Medellín          | Kolumbien                         | 6        | 30        | [ 5 ]                                                                                           |
| 19. Jan. | Granatenangriff auf Polizeibus                                                                                             | Kulgam            | Indien                            | 0        | 21        | [ 6 ]                                                                                           |
| 27. Jan. | Sprengstoffanschlag auf Zivilisten                                                                                         | Mumbai            | Indien                            | 0        | 27        | [ 7 ]                                                                                           |
| 28. Jan. | Sprengstoffanschlag | Kidapawan         | Philippinen                       | 0        | 23        | [ 8 ]                                                                                           |
| 2. Feb.  | Sprengstoffanschlag auf Markt und Zivilisten                                                                               | Lagos             | Nigeria                           | 20       | 43        | [ 9 ]                                                                                           |
| 7. Feb.  | Anschlag mit Autobombe auf Nachtclub                                                                                       | Bogotá            | Kolumbien                         | 32       | 162+      | [ 10 ]                                                                                          |
| 14. Feb. | Sprengstoffanschlag auf Flugzeug                                                                                           | Neiva             | Kolumbien                         | 18       | 37        | [ 11 ]                                                                                          |
| 4. Mrz.  | Selbstmordattentat auf Flughafen                                                                                           | Davao City        | Philippinen                       | 23 (+1)  | 150+      | [ 12 ]                                                                                          |
| 5. Mrz.  | Selbstmordattentat auf Bus                                                                                                 | Haifa             | Israel                            | 14 (+1)  | 55        | [ 13 ]                                                                                          |
| 5. Mrz.  | Sprengstoffanschlag auf Einkaufszentrum und Zivilisten                                                                     | Cúcuta            | Kolumbien                         | 7        | 68        | [ 14 ]                                                                                          |
| 13. Mrz. | Sprengstoffanschlag auf Pendlerzug                                                                                         | Mumbai            | Indien                            | 11       | 64        | [ 15 ]                                                                                          |
| 13. Mrz. | Sprengstoffanschlag auf Bus                                                                                                | Rajouri           | Indien                            | 4        | 20        | [ 16 ]                                                                                          |
| 16. Mrz. | Anschlag mit Landmine auf Polizeikonvoi                                                                                    | Assam             | Indien                            | 7        | 54        | [ 17 ]                                                                                          |
| 30. Mrz. | Selbstmordattentat auf Café und Zivilisten                                                                                 | Netanja           | Israel                            | 0 (+1)   | 26        | [ 18 ]                                                                                          |
| 2. Apr.  | Sprengstoffanschlag auf Passagierterminal                                                                                  | Davao City        | Philippinen                       | 16       | 55        | [ 19 ]                                                                                          |
| 9. Apr.  | Sprengstoffanschlag auf Schule und palästinensische Zivilisten                                                             | Jaba              | Palästinensische Autonomiegebiete | 0        | 20        | [ 20 ]                                                                                          |
| 12. Apr. | Granatenangriff auf Bushaltestelle                                                                                         | Qazigund          | Indien                            | 1        | 24        | [ 21 ]                                                                                          |
| 5. Mai   | Granatenangriff auf Polizisten                                                                                             | Jammu und Kashmir | Indien                            | 1        | 20        | [ 22 ]                                                                                          |
| 6. Mai   | Granatenangriff auf Polizeistreife                                                                                         | Pulwama           | Indien                            | 0        | 23        | [ 23 ]                                                                                          |
| 10. Mai  | Sprengstoffanschlag auf Markt/Märkte                                                                                       | Koronadal City    | Philippinen                       | 9 (+2)   | 43        | [ 24 ] [ 25 ]                                                                                   |
| 12. Mai  | Selbstmordattentat mit Autobombe auf Regierungsgebäude                                                                     | Snamenskoje       | Russland                          | 56 (+3)  | 197       | [ 26 ]                                                                                          |
| 12. Mai  | Selbstmordattentate mit Autobomben auf Wohngelände und Zivilisten                                                          | Riad              | Saudi-Arabien                     | 26 (+9)  |           | [ 27 ] [ 28 ] [ 29 ] [ 30 ]                                                                     |
| 15. Mai  | Sprengstoffanschlag auf Kino und Zivilisten                                                                                | Bago              | Myanmar                           | 1        | 47        | [ 31 ]                                                                                          |
| 16. Mai  | Anschläge von Casablanca                                                                                                   | Casablanca        | Marokko                           | 33 (+12) | 100+      | 12 Selbstmordattentate auf Restaurants, ein Hotel, das belgische Konsulat und Jüdische Zentren. |
| 18. Mai  | Selbstmordattentat auf Bus und Zivilisten                                                                                  | Jerusalem         | Israel                            | 7 (+1)   | 20        | [ 37 ]                                                                                          |
| 19. Mai  | Selbstmordattentat auf Einkaufszentrum und Zivilisten                                                                      | Afula             | Israel                            | 3 (+1)   | 30        | [ 38 ]                                                                                          |
| 24. Mai  | Anschlag mit Paketbombe | Valencia          | Spanien                           | 0        | 4         | [ 39 ]                                                                                          |
| 30. Mai  | Sprengstoffanschlag auf Polizeifahrzeug                                                                                    | Sangüesa          | Spanien                           | 2        | 6         | [ 40 ]                                                                                          |
| 7. Jun.  | Selbstmordattentat mit Autobombe auf deutsche NATO-Soldaten                                                                | nahe Kabul        | Afghanistan                       | 5 (+1)   | 29        | [ 41 ]                                                                                          |
| 11. Jun. | Selbstmordattentat auf Bus und Zivilisten                                                                                  | Jerusalem         | Israel                            | 16 (+1)  | 75        | [ 42 ]                                                                                          |
| 20. Jun. | Selbstmordattentat mit Autobombe auf Regierungskomplex                                                                     | Grosny            | Russland                          | 6 (+2)   | 38        | [ 43 ]                                                                                          |
| 23. Jun. | Granatenangriff auf Bushaltestelle                                                                                         | Shopian           | Indien                            | 2        | 48        | [ 44 ]                                                                                          |
| 4. Jul.  | Anschlag mit Schusswaffen und Granaten auf Moschee                                                                         | Quetta            | Pakistan                          | 50 (+3)  | 65+       | [ 45 ]                                                                                          |
| 5. Jul.  | Sprengstoffanschlag auf Polizeirekruten                                                                                    | Ramadi            | Irak                              | 7        | 40        | [ 46 ]                                                                                          |
| 6. Jul.  | Sprengstoffanschlag auf Zivilisten                                                                                         | Caquetá           | Kolumbien                         | 1        | 35        | [ 47 ]                                                                                          |
| 10. Jul. | Sprengstoffanschlag auf Markt                                                                                              | Koronadal City    | Philippinen                       | 3        | 22        | [ 48 ]                                                                                          |
| 17. Jul. | Anschlag mit Autobombe auf Polizeistation                                                                                  | Chassawjurt       | Russland                          | 3        | 38        | [ 49 ]                                                                                          |
| 21. Jul. | Granatenangriff auf Hindu-Pilger                                                                                           | Katra             | Indien                            | 7        | 42        | [ 50 ]                                                                                          |
| 22. Jul. | Sprengstoffanschläge auf Hotel, Zivilisten und Polizisten                                                                  |                   | Spanien                           | 0        | 13        | [ 51 ] [ 52 ]                                                                                   |
| 25. Jul. | Anschlag mit Paketbombe auf Gerichtsgebäude                                                                                | Estella-Lizarra   | Spanien                           | 0        | 2         | [ 53 ]                                                                                          |
| 28. Jul. | Sprengstoffanschlag auf Bus                                                                                                | Mumbai            | Indien                            | 5        | 31        | [ 54 ]                                                                                          |
| 1. Aug.  | Selbstmordattentat mit Autobombe auf Militärkrankenhaus                                                                    | Mosdok            | Russland                          | 39 (+1)  | 76        | [ 55 ]                                                                                          |
| 5. Aug.  | Anschlag auf das Marriott Hotel in Jakarta                                                                                 | Jakarta           | Indonesien                        | 14 (+1)  | 149       | Selbstmordattentat mit Autobombe auf Hotel                                                      |
| 7. Aug.  | Anschlag mit Autobombe auf die jordanische Botschaft                                                                       | Bagdad            | Irak                              | 11       | 57        | [ 57 ]                                                                                          |
| 19. Aug. | Selbstmordattentat mit Autobombe auf UN-Hauptquartier                                                                      | Bagdad            | Irak                              | 23 (+1)  | 100+      | [ 58 ]                                                                                          |
| 19. Aug. | Selbstmordattentat auf Bus mit israelischen Zivilisten                                                                     | Jerusalem         | Israel                            | 18 (+1)  | 100       | [ 59 ]                                                                                          |
| 25. Aug. | Anschlag mit 2 Autobomben auf Basar, Wahrzeichen und Zivilisten                                                            | Mumbai            | Indien                            | 52       | 150       | [ 60 ]                                                                                          |
| 29. Aug. | Anschlag mit Autobombe auf Schrein                                                                                         | Nadschaf          | Irak                              | 95       | 500+      | [ 61 ]                                                                                          |
| 3. Sep.  | Sprengstoffanschlag auf Pendlerzug                                                                                         | Kislowodsk        | Russland                          | 5        | 32 (+1)   | [ 62 ]                                                                                          |
| 4. Sep.  | Sprengstoffanschlag auf Pendlerzug                                                                                         | Pjatigorsk        | Russland                          | 6        | 44        | [ 63 ]                                                                                          |
| 6. Sep.  | Sprengstoffanschlag auf Markt                                                                                              | Srinagar          | Indien                            | 6        | 25        | [ 64 ]                                                                                          |
| 9. Sep.  | Selbstmordattentat auf Café und israelische Zivilisten                                                                     | Jerusalem         | Israel                            | 4 (+1)   | 40        | [ 65 ]                                                                                          |
| 10. Sep. | Selbstmordattentat mit Autobombe auf US-Geheimdienstzentrale                                                               | Erbil             | Irak                              | 3 (+1)   | 53        | [ 66 ]                                                                                          |
| 11. Sep. | Granatenangriff auf Militärbunker                                                                                          | Srinagar          | Indien                            | 1        | 20        | [ 67 ]                                                                                          |
| 15. Sep. | Anschlag mit Autobombe auf Polizeigebäude                                                                                  | Magas             | Russland                          | 2        | 25        | [ 68 ]                                                                                          |
| 24. Sep. | Sprengstoffanschlag auf Bus                                                                                                | Bagdad            | Irak                              | 1        | 21        | [ 69 ]                                                                                          |
| 24. Sep. | Granatenangriff auf Kino                                                                                                   | Mossul            | Irak                              | 2        | 20        | [ 70 ]                                                                                          |
| 28. Sep. | Anschlag mit Autobombe auf Bar                                                                                             | Florencia         | Kolumbien                         | 11       | 48        | [ 71 ]                                                                                          |
| 4. Okt.  | Selbstmordattentat auf Restaurant                                                                                          | Haifa             | Israel                            | 22 (+1)  | 50        | [ 72 ]                                                                                          |
| 9. Okt.  | Selbstmordattentat mit Autobombe auf Polizeistation                                                                        | Bagdad            | Irak                              | 8 (+1)   | 45        | [ 73 ]                                                                                          |
| 12. Okt. | Selbstmordattentat mit Autobombe auf Hotel                                                                                 | Bagdad            | Irak                              | 6 (+1)   | 35        | [ 74 ]                                                                                          |
| 20. Okt. | Granatenangriff auf Bushaltestelle                                                                                         | Srinagar          | Indien                            | 2        | 58        | [ 75 ]                                                                                          |
| 27. Okt. | Selbstmordattentate mit Autobomben auf das ICRC-Hauptquartier und Polizeistationen                                         | Bagdad            | Irak                              | 35 (+4)  | 240+      | [ 76 ] [ 77 ] [ 78 ] [ 79 ]                                                                     |
| 28. Okt. | Granatenangriff auf Zentraltelegraphenamt                                                                                  | Srinagar          | Indien                            | 0        | 36        | [ 80 ]                                                                                          |
| 8. Nov.  | 3 Selbstmordattentate mit Autobombe auf Wohnanlage                                                                         | nahe Riad         | Saudi-Arabien                     | 14 (+3)  | 122       | [ 81 ]                                                                                          |
| 12. Nov. | Selbstmordattentat mit Autobombe auf das Militär                                                                           | Nasiriya          | Irak                              | 27       | 80        | [ 82 ]                                                                                          |
| 15. Nov. | Terroranschläge in Istanbul 2003                                                                                           | Istanbul          | Türkei                            | 24       | 240       | 2 Selbstmordattentate mit Autobomben auf 2 Synagogen.                                           |
| 20. Nov. | Terroranschläge in Istanbul 2003                                                                                           | Istanbul          | Türkei                            | 33       | 400       | 2 Selbstmordattentate mit Autobomben auf eine Bank und ein Konsulat.                            |
| 20. Nov. | Selbstmordattentat mit Autobombe auf Schule                                                                                | Kirkuk            | Irak                              | 4 (+1)   | 40        | [ 91 ]                                                                                          |
| 2. Dez.  | Granatenangriff auf Polizeistation                                                                                         | Anantnag          | Indien                            | 0        | 21        | [ 92 ]                                                                                          |
| 5. Dez.  | 4 Selbstmordattentate auf Pendlerzug und Bahnhof                                                                           | Jessentuki        | Russland                          | 43 (+4)  | 170       | [ 93 ]                                                                                          |
| 24. Dez. | Selbstmordattentat mit Autobombe auf das kurdische Innenministerium                                                        | Erbil             | Irak                              | 3 (+1)   | 101       | [ 94 ]                                                                                          |
| 27. Dez. | 4 Selbstmordattentate mit Autobomben auf Universität, Militärstützpunkte, Regierungsgebäude, Polizeistation und Zivilisten | Kerbela           | Irak                              | 19 (+4)  | 167       | [ 95 ] [ 96 ] [ 97 ]                                                                            |
| 31. Dez. | Anschlag mit Autobombe auf Restaurant                                                                                      | Bagdad            | Irak                              | 5        | 35        | [ 98 ]                                                                                          |